# (12799) von Suttner
(12799) von Suttner ist ein Asteroid des Hauptgürtels, der am 26. November 1995 entdeckt wurde.
Der Asteroid wurde am 1. November 2001 nach der Friedensnobelpreisträgerin Bertha von Suttner benannt.